# Hora
L'hora, símbol h, és una unitat de temps igual a 3 600 segons. L'hora no forma part del Sistema Internacional d'Unitats (SI), però s'accepta el seu ús com a múltiple de la unitat de temps que és el segon. L'hora també equival a 60 minuts i cada dia té vint-i-quatre hores. És una unitat molt important en la societat actual. Per exemple, es mesuren en hores la jornada laboral, la jornada escolar, els temps de conducció de vehicles, els horaris dels comerços, les velocitats (km/h) o la dosificació dels medicaments.

## Etimologia
El mot «hora» prové del llatí hōra, amb el mateix significat; i aquest, del grec ὥρα hṓra ‘estona, espai de temps'.
A partir d'«hora» s'han format altres mots com són «horari», baix llatí horarius, -a, -um, (adjectiu i també reglament de les hores de sortida i arribada de trens, autobusos, etc., del començament i acabament de les classes d’un centre docent, d’una activitat laboral, etc.); «horabaixa», de hora i baix (mot mallorquí emprat per designar la tarda); «horeta» (rellotge d'arena d'una hora i migdiada a Mallorca). I els adjectius: horabaixet (capvespre) i horabaixenc (relatiu a l'horabaixa).

## Història
| 1 2 3 4 5 6 7 8 9 10 11 12 |

### Mesopotàmia
Es creu que el sistema de numeració duodecimal, de base dotze, es feu servir prèviament al sistema en base seixanta, en zones de l'antiga Mesopotàmia, derivada de comptar amb les falanges dels dits índex, del mig, anular i petit amb el polze de la mateixa mà, és a dir, 4 dits per 3 falanges són 12 falanges. L'altra mà s'utilitzaria per als múltiples de 12. El sistema anglès d'unitats encara es basa en el sistema duodecimal: una polzada és 1/12 de peu, un cèntim és 1/12 de xíling. Actualment alguns articles s'envasen per dotzenes, o mitges dotzenes, com els ous i les llaunes de refrescos.
Del sistema duocedimal en derivaria posteriorment el sistema de numeració en base seixanta, que és una barreja de les bases decimal i duodecimal. Les primeres evidències de l'ús d'un sistema en base 60 assenyalen el seu ús per part dels sumeris, al voltant del 3 500 aC, mentre que els babilonis, cap al 2 000 aC, desenvoluparen, també en base 60, el primer sistema de numeració posicional.

### Antic Egipte

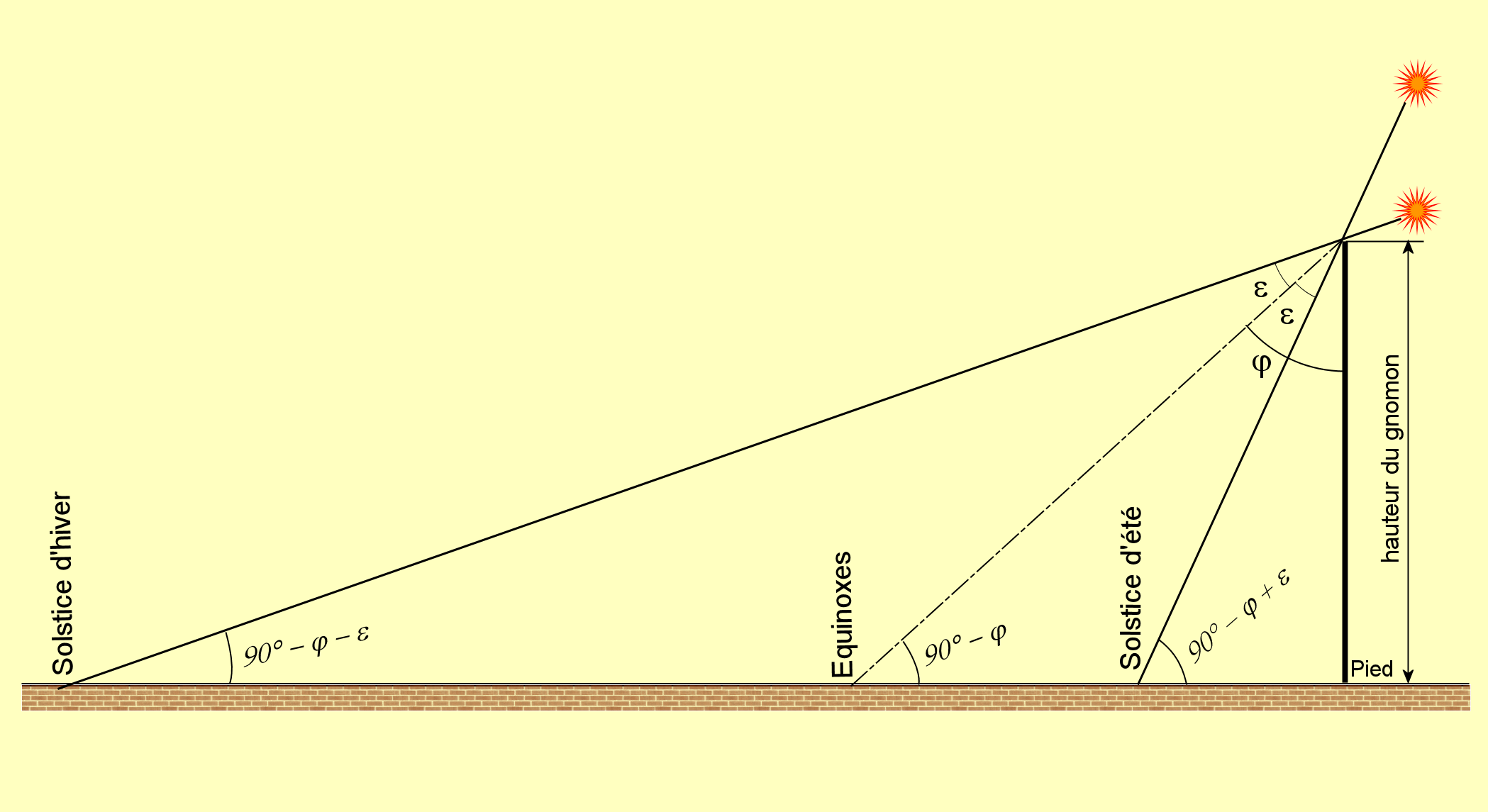
Gnòmon vertical i posicions dels solsticis i equinoccis.

Gràcies a les evidències documentades de l'ús de rellotges de sol pels egipcis, la majoria dels historiadors els atribueixen el mèrit de ser la primera civilització que dividí el dia en parts més petites. Els primers rellotges de sol eren senzills pals clavats a terra que indicaven l'hora a partir de la longitud i la direcció de l'ombra resultant. Ja cap a l'any 1500 aC, els egipcis havien desenvolupat un rellotge de sol més avançat. Era una barra en forma de T clavada a terra, calibrada per dividir l'interval entre el naixement i la posta del sol en 12 parts. Els rellotges de sol de la següent generació probablement foren la primera representació del que ara anomenem hora. Tot i que les hores dins d'un dia donat eren aproximadament iguals, la seva durada variava durant l'any, amb les hores d'estiu sent molt més llargues que les hores d'hivern.

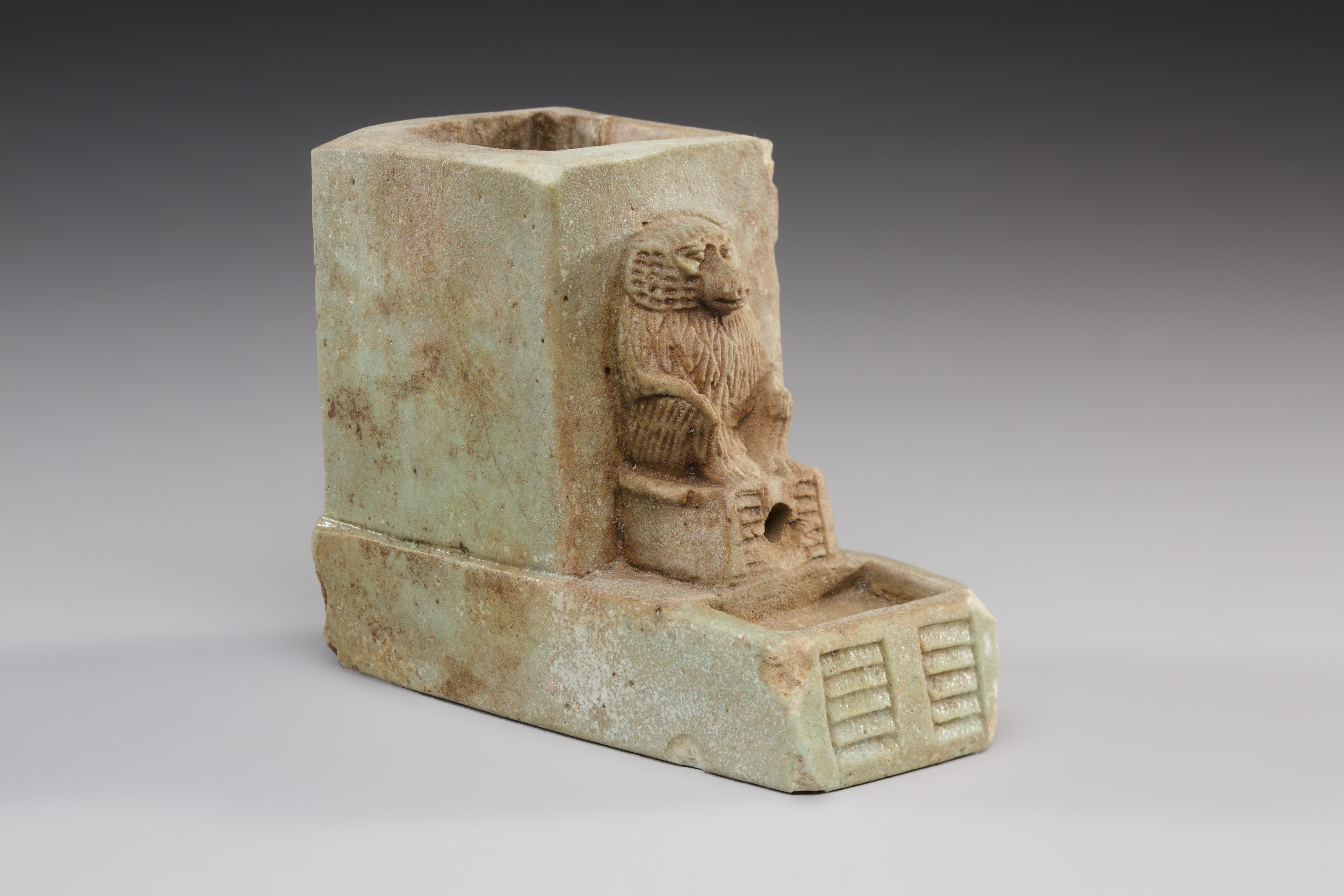
Clepsidra petita del període ptolemaic.

Sense llum artificial, els humans d'aquell període consideraven el dia i la nit com a dues àrees o dominis oposats, més que com a part del mateix dia. Sense l'ajuda dels rellotges de sol, la divisió de l'interval fosc entre la posta i el naixement del sol era més complexa que la divisió del període il·luminat pel sol. No obstant això, durant l'època en què es començaren a utilitzar els rellotges de sol, els astrònoms egipcis observaren també un conjunt de 36 estrelles que dividien el cercle dels cels en parts iguals. El pas de la nit es podia marcar amb l'aparició de 18 d'aquestes estrelles, tres de les quals s'assignaven a cadascun dels dos períodes de penombra en què les estrelles eren difícils de veure. El període de foscor total es marcava amb les 12 estrelles restants, tornant a resultar en 12 divisions de la nit (una altra referència al sistema duodecimal). Durant l'Imperi Nou (1550 a 1070 aC), aquest sistema de mesurament se simplificà fent servir un conjunt de 24 estrelles, de les quals 12 marcaven el pas de la nit. La clepsidra, o rellotge d'aigua, també s'utilitzava per enregistrar el temps durant la nit i era potser el dispositiu de manteniment del temps més precís del món antic. L'instrument, una mostra del qual es trobà al Gran Temple d'Amon a Karnak i que datava de l'any 1400 aC, era un recipient amb superfícies interiors inclinades per permetre una pressió de l'aigua decreixent, amb escales que marcaven la divisió de la nit en 12 parts durant diferents mesos.

### Antiga Grècia

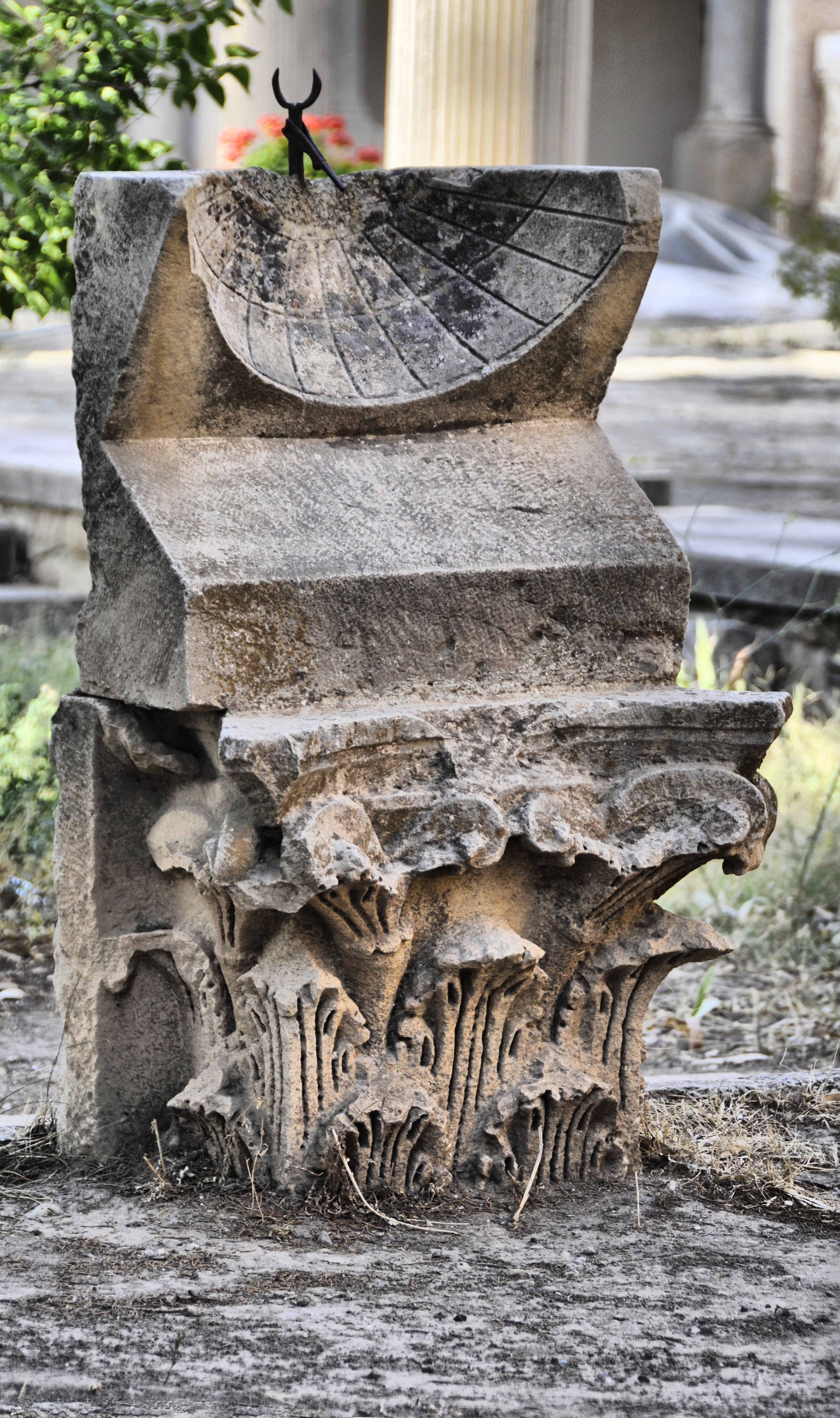
Rellotge de sol romà a la ciutat de Timgad, a l'actual Algèria.

Un cop es dividiren les hores de llum i les hores fosques en 12 parts, aparegué el concepte d'un dia de 24 hores. No obstant això, el concepte d'hores de durada fixa no sorgí fins a l'època hel·lenística, quan els astrònoms grecs començaren a fer servir aquest sistema per als seus càlculs teòrics. Hiparc de Nicea (c. 190 aC-c. 120 aC), que desenvolupà principalment la seva obra entre el 147 i el 127 aC, proposà dividir el dia en 24 hores equinoccials, basant-se en les 12 hores de llum i les 12 hores d'obscuritat observades en els dies de l'equinocci. Malgrat aquesta proposta, la gent comuna continuà utilitzant hores que variaven segons les estacions durant molts segles.

### Antiga Roma

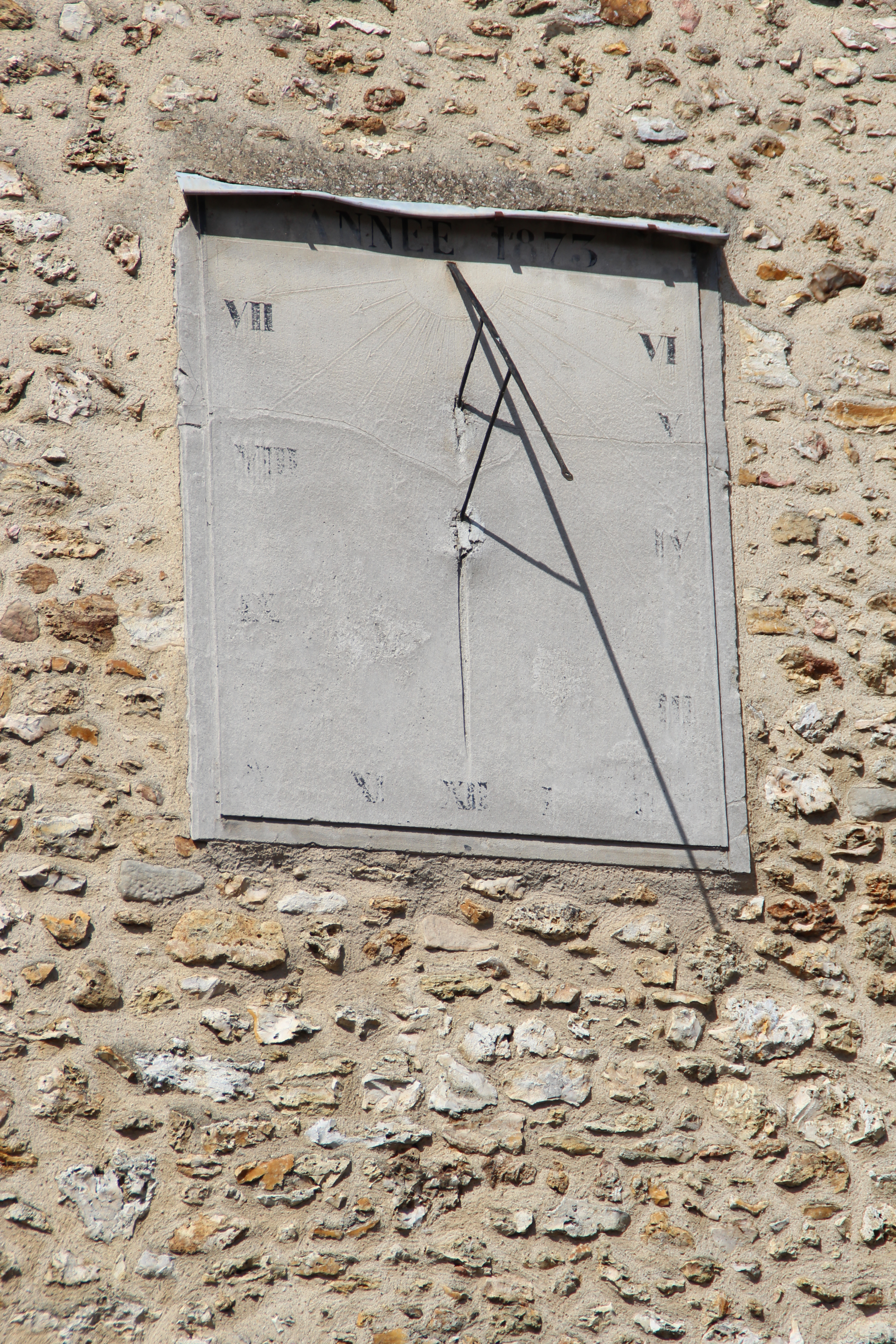
Rellotge de sol amb gnòmon inclinat a Sainte-Mesme, França.

A l'Antiga Roma els dies es dividien en vint-i-quatre hores, dotze pel dia i les altres dotze per a la nit. Anomenaven hora prima a l'hora de sortida del Sol, i així successivament, secunda. tertia. quarta... i hora duodecima a la de la posta del Sol. A l'hora sexta solien descansar o dormir una estona i d'aquí ve la nostra «sesta» o migdiada. L'hora septima coincidia sempre amb la meitat del dia (meridies). per això a les hores del matí se'ls anomena ante meridiem: hores abans del migdia; i a les de la tarda post meridiem: hores després del migdia. La nit la dividien només en quatre parts de tres hores anomenades vigiliae, nom pres del llenguatge militar, de les quatre guàrdies o vigílies que feien els soldats.
Tanmateix, les hores continuaven sent variables, és a dir, cada hora tenia el seu lloc en el dia i variava en temps si el dia era més curt o més llarg. L'inici del dia es produïa amb la sortida del sol i la fi del dia arribava amb la següent sortida del sol. Però a l'estiu, el dia dura més que la nit, i la nit es prolongarà a l'hivern. Els romans mesuraven les hores fent ús de rellotges de sol, de manera que la duració del dia i de la nit alterava la manera com ells mesuraven les hores. Implementaren hores versàtils adequades a l'època de l'any. És aquí on rau una de les principals diferències amb la nostra manera actual de mesurar el temps. Per exemple, a partir del 21 de juny (solstici d'estiu), quan els dies, pel fet de ser l'estiu, s'allargaven, les hores romanes tenien l'equivalent a 1 hora i 16 minuts de la nostra escala temporal actual. El 21 de desembre (solstici d'hivern), quan les nits començaven a allargar-se, les hores del dia passaven a tenir l'equivalent a 44 minuts actuals. Hi havia dos dies en què les hores romanes equivalien a 60 minuts exactes. Era durant els equinoccis de primavera (20 de març) i de tardor (23 de setembre).

### Edat mitjana
Els musulmans medievals estaven especialment interessats en els rellotges de sol i inventaren el rellotge de sol amb el gnòmon (l'agulla vertical del rellotge) paral·lela a l'eix polar de la Terra. S'atribueix a l'astrònom i matemàtic marroquí del segle xiii Abū Ali al-Ḥasan al-Marrakushi la introducció d'hores iguals, almenys per a fins astronòmics.
En l’àmbit cultural catòlic, la divisió homologada del temps diari prové de l'alta edat mitjana, al segle vi, amb l’establiment de les hores canòniques en la regla de sant Benet obra de Benet de Núrsia (480-547), el «patró d’Europa»; unes hores que servien de marca per a realitzar els oficis divins o litúrgia de les hores (pràctica quotidiana de la pregària per part dels catòlics) i que eren diferents de les nostres actuals, ja que no tenien un valor absolut sinó que eren simples divisions del dia lluminós associades a la durada del dia i la nit: a l’estiu, les hores diürnes eren més llargues que les nocturnes, i al revés a l’hivern. En atenció a un dels salms de les Sagrades Escriptures, les hores canòniques diürnes havien de ser set: laudes, prima, tertia, sexta, nona, vespres i completes; i les d’oració nocturna, només una: les vigílies.

### Edat moderna

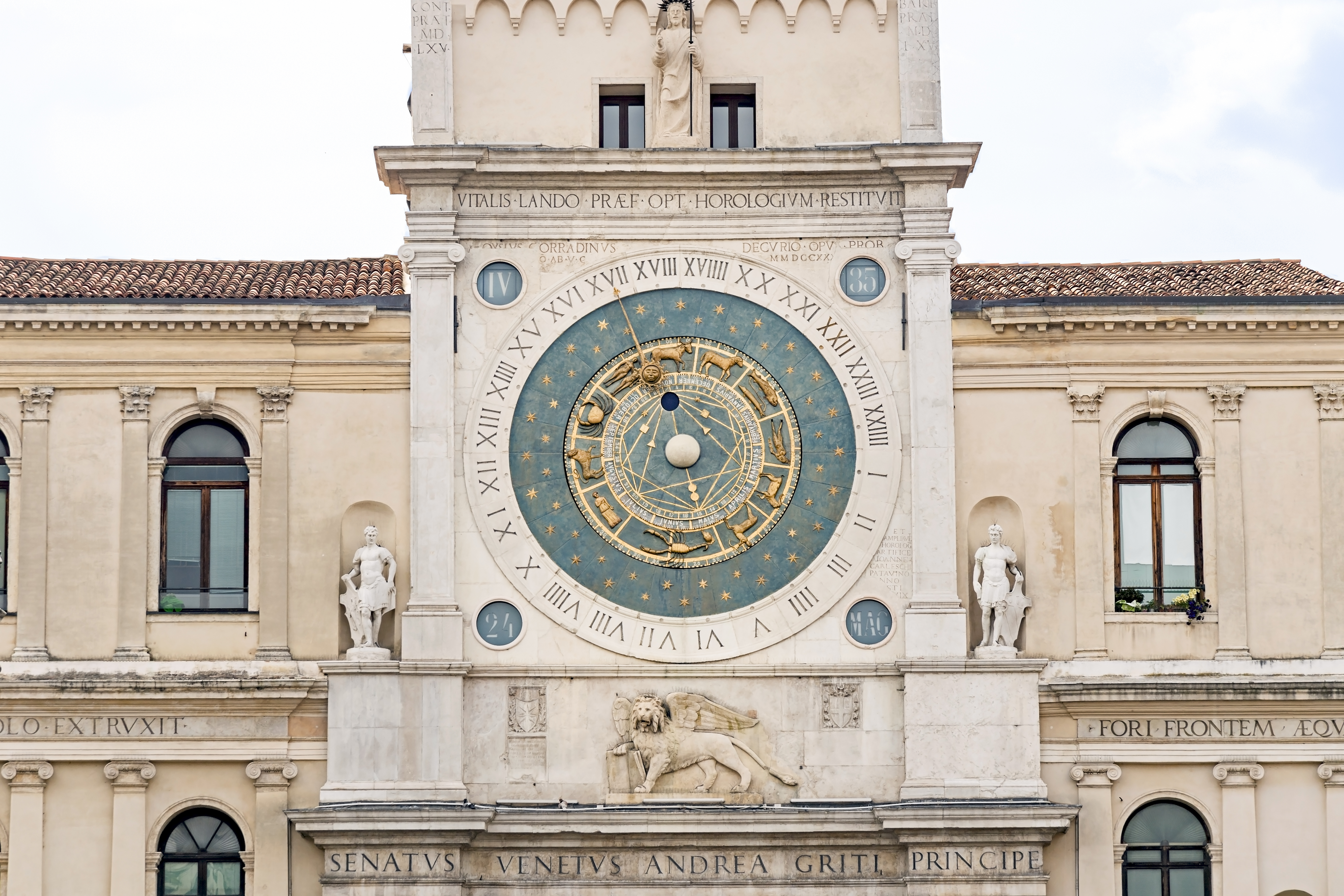
Rellotge astronòmic de 24 h a la Piazza del signore de Pàdua.

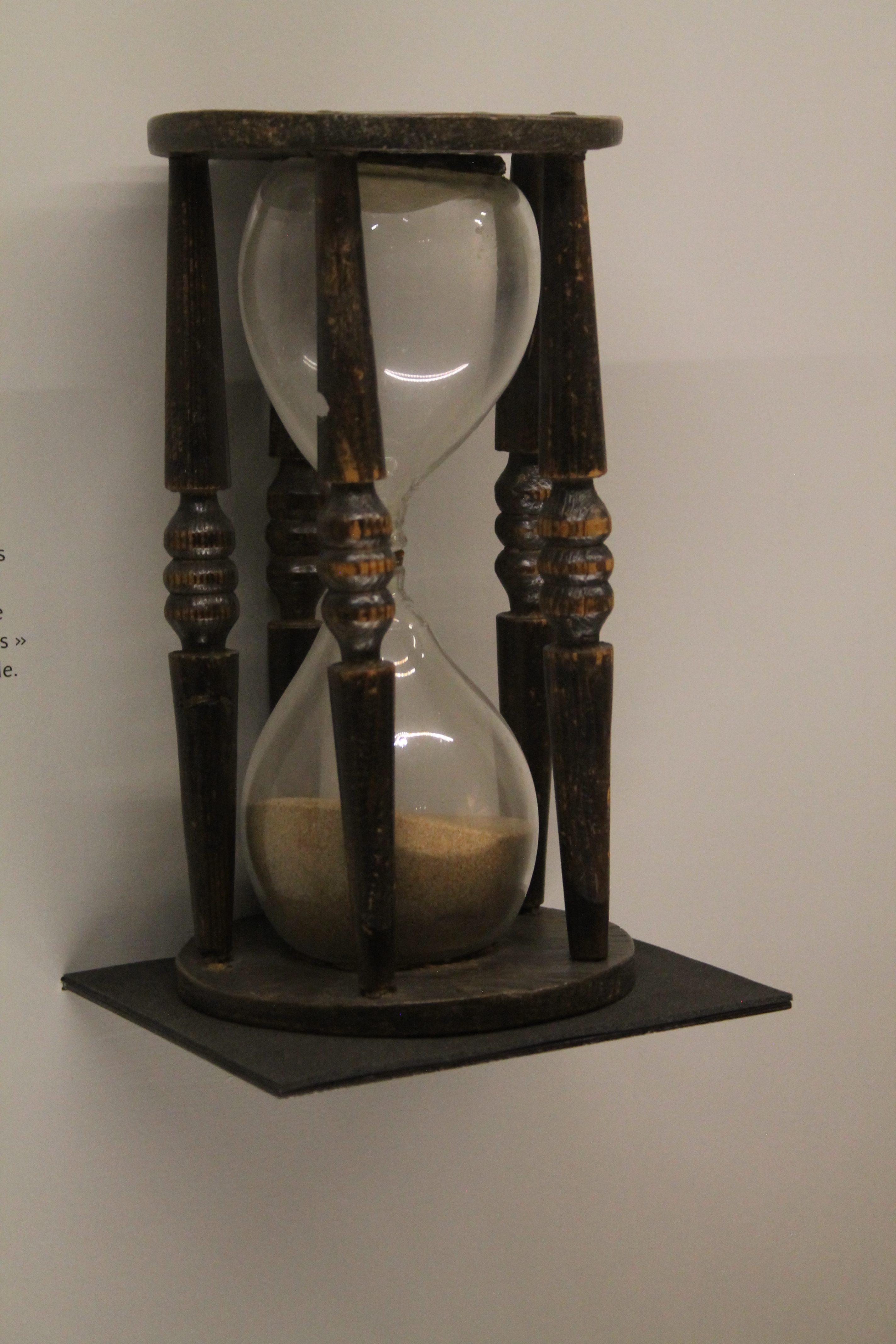
Rellotge d'arena de 1/2 hora.

Amb l'aparició dels rellotges mecànics a principis del segle xiv, els rellotges de sol amb hores iguals s'anaren estenent progressivament per Europa. El disc de 24 hores tingué molta acceptació a Itàlia al segle xv, posant de manifest la seva adhesió al dia de 24 hores. Les anomenades hores italianes es referien al període de 24 hores que anava des del capvespre, o 30 minuts després del capvespre, fins al següent capvespre.
A països com Anglaterra, però, el temps es mesurava mitjançant dos períodes d'1 a 12 indicats en el disc. El disc de 24 hores italià fou utilitzat aviat també en països veïns, però el sistema de rellotge de 24 hores es considerava poc pràctic per als rellotges de campanar, que havien de moure's endavant durant els primers sis mesos de l'any i retrocedir després. El disc de dotze hores (un sistema de 12 hores), en canvi, permetia comptar les hores des del migdia, en lloc de l'alba. Suposadament, era més senzill identificar el migdia a causa de la posició de l'ombra que projectava. Fins al segle xix, les dues convencions horàries dels rellotges de sol encara es feien servir per ajustar els rellotges mecànics.

### Actualitat

Les velocitats en els codis de circulació es donen en quilòmetres per hora (km/h).

La societat moderna encara concep un dia de 24 hores, una hora de 60 minuts i un minut de 60 segons. No obstant això, els avenços en la ciència de la mesura del temps han canviat com es defineixen aquestes unitats. Abans, els segons es derivaven de la divisió d'esdeveniments astronòmics en parts més petites, i el Sistema Internacional d'Unitats (SI) en un moment donat definí el segon com 1/86 400 del dia solar mitjà i més tard el relacionà amb l'any tròpic (temps que s'esdevé entre dos passos successius de la Terra pel primer punt d'Àries). Això canvià el 1967, quan es redefinir el segon com la duració de 9 192 631 770 períodes de radiació corresponents a la transició entre dos nivells de l'estructura hiperfina de l'estat fonamental del cesi 133. Aquesta redefinició marcà l'arribada de l'era de la mesura del temps atòmic i del temps universal coordinat (UTC). Per mantenir el temps atòmic d'acord amb el temps astronòmic, de tant en tant s'han d'afegir segons intercalats a l'UTC. Per tant, no totes les hores contenen 60 segons. Unes quantes hores d'aproximadament vuit per dècada, contenen efectivament 61 segons.
L'hora era i és una unitat de mesura molt important en la nostra societat. Per exemple, es mesuren en hores la jornada laboral, la jornada escolar, els temps de conducció de vehicles, els horaris dels comerços, les velocitats en quilòmetres per hora dels vehicles, dels esportistes, dels animals, l'energia elèctrica consumida en quilowatt hora kW·h o la dosificació dels medicaments.